# Collège Stanislas
A Collège Stanislas köznyelvben Stan egy rendkívül szelektív katolikus magániskola Párizsban, amely a "Rue Notre-Dame-des-Champs" utcában található, a 6. kerületben. Több mint 3000 diákja van, az óvodától a preparatoires osztályokig (a tanulók felkészítésére lépjen be az elit grandes écoles-ba, mint az École Polytechnique, a CentraleSupélec, az ESSEC Business School, az ESCP Business School és a HEC Paris), és ez a legnagyobb magániskola Franciaországban. A Stanislas az egyik legrangosabb és legelitebb francia iskola.
Az iskola 2019-ben a középiskola első helyezettje volt.

## Ismert diákok
- Maurice Bourgès-Maunoury, francia politikus, mérnök
- Auguste Bravais, francia fizikus, aki leginkább a kristályok rácselméletéről szóló munkájáról ismert
- jacques-Yves Cousteau, francia tengerkutató
- Christian Dior, francia divattervező
- Léon Foucault, francia fizikus
- Carlos Ghosn, (libanoni-brazil-francia üzletember
- Georges Guynemer, francia pilóta
- Jacques Lacan, francia pszichoanalitikus
- Edmond Rostand, francia költő, drámaíró, az újromantika képviselője
- Claude Simon, francia regényíró